# Osiedle Karłowicza
Osiedle Mieczysława Karłowicza – położone w centralnej części dzielnicy Czechów, leżącej w północnej części miasta Lublin, średniej wielkości osiedle mieszkaniowe.  Zostało zaprojektowane przez Stanisława Machnika. Ograniczone jest ulicami: Kompozytorów Polskich, Elsnera, Szeligowskiego oraz Smorawińskiego. Zbudowane w pierwszej połowie lat 80. w technologii wielkiej płyty, w latach 2002–2006 gruntownie ocieplone i odnowione. W jego skład wchodzą bloki czteropiętrowe oraz jedenastopiętrowe.  
Osiedla w dzielnicy Czechów tradycyjnie biorą nazwy od polskich kompozytorów. Patronem tego osiedla jest Mieczysław Karłowicz, a cztery ulice znajdujące się w jego obrębie biorą nazwy od faktów związanych z jego życiorysem:
- ul. Młodej Polski – żył i tworzył w okresie Młodej Polski,
- ul. Kameralna – tworzył głównie muzykę kameralną,
- ul. Górska – góry były jego życiową pasją,
- ul. Lawinowa – zginął pod lawiną.

Na Osiedlu Karłowicza znajdują się następujące ważniejsze instytucje:
- dom towarowy „Orfeusz”
- Zespół Szkół nr 5 im. Jana Pawła II
- Przedszkole nr 2
- Przedszkole Specjalne nr 11.

Ponadto istnieje tam kilkanaście mniejszych punktów usługowych (sklepy spożywcze i przemysłowe), supermarket „Biedronka” oraz inne placówki usługowe takie, jak banki czy wypożyczalnie DVD. 